# Poldaštanski okrug
Poldaštanski okrug (perzijski:  شهرستان پلدشت) je jedan od 17 okruga u pokrajini Zapadni Azarbajdžan na sjeverozapadu Irana. Glavni grad okruga je Poldašt.